# 無表格網頁設計
层叠样式表
- CSS動畫
- CSS盒模型
- CSS濾器
- 无表格网页设计
- 响应式网页设计
- 维基教科书

無表格網頁設計（英語：Tableless Web Design）是一個網頁設計的概念，指用層疊樣式表（CSS）而非HTML表格（<table></table>）进行頁面佈局。
層疊樣式表于1996年12月由萬維網聯盟（W3C）推出，是为改善網絡無障礙語義。二十世纪九十年代後期，隨著互聯網泡沫而快速增长了大量新媒體創作和網頁設計需求，人们開始普遍使用HTML表格的行與列控制整個網站的佈局。當中大多皆因下原因：
1. 由於瀏覽器大戰而未能快速、普遍支持層疊樣式表；
2. 網頁設計師尚未熟悉層疊樣式表；
3. 所見即所得的網頁設計工具鼓勵使用HTML表格；
4. 配合列印設定而使用HTML表格。